# Rob Moore (homme politique)
Pour les articles homonymes, voir Rob Moore et Moore.
Rob Moore (né le 14 mai 1974 à Gander, Terre-Neuve-et-Labrador) est un avocat et un homme politique canadien.

## Biographie
Il fut candidat aux élections fédérales de 2000 sous la bannière de l'Alliance canadienne dans la circonscription néo-brunswickwoise de Fundy—Royal. Il termina troisième, 8 392 voix derrière John Herron du Parti progressiste-conservateur du Canada. En 2004, il se présenta de nouveau (cette fois sous la bannière du nouveau Parti conservateur du Canada) dans la circonscription redessinée de Fundy contre Herron, qui avait quitté les conservateur et cherchait à se faire réélire sous la bannière du Parti libéral du Canada. Moore gagna sa revanche.
Aux élections de 2006, Moore fit face à trois opposants : Eldon Hunter du Parti libéral, Rob Moir du Nouveau Parti démocratique, et Patty Donovan du Parti vert du Canada.
Néanmoins, il réussit à retenir son siège à la Chambre des communes. Son parti, dirigé par Stephen Harper, remporta un mandat minoritaire contre les libéraux du premier ministre sortant Paul Martin.